# Schah-Diamant

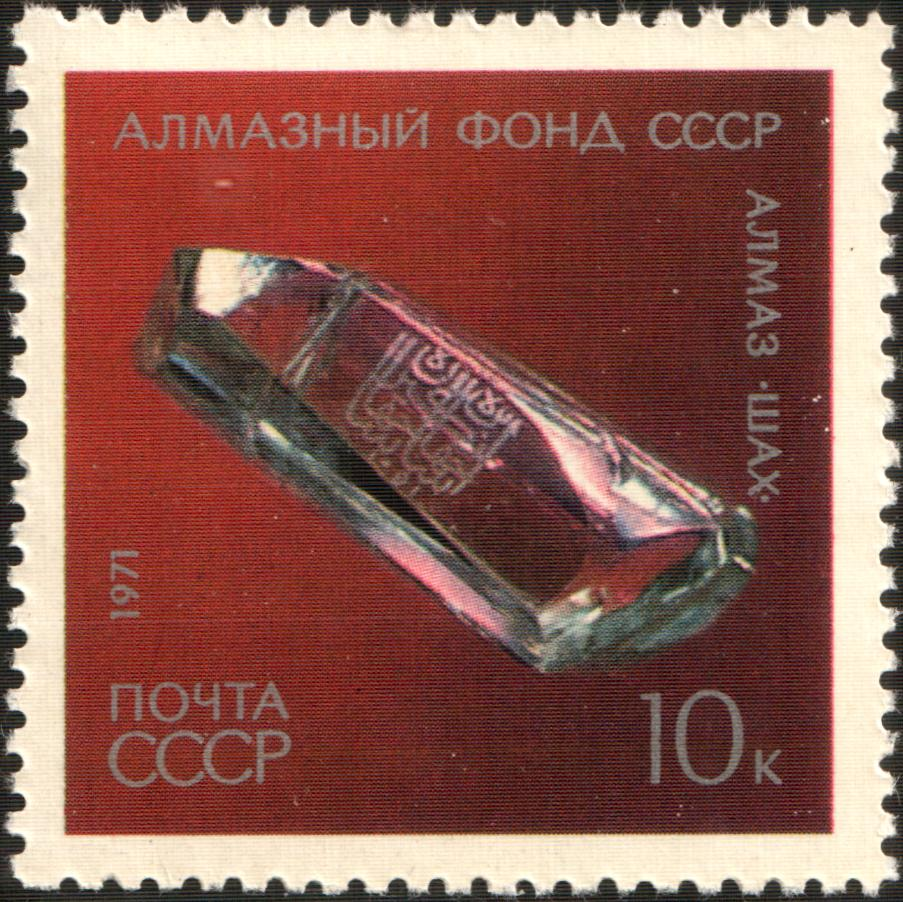
Sowjetische Briefmarke aus dem Jahr 1971

Der Schah-Diamant (russisch Алмаз «Шах») ist ein 88,7 Karat (18 g) schwerer, 3 cm langer, gelber Diamant von hoher Klarheit, der mit drei persischen Inschriften verziert ist.

## Hintergrund
Der Diamant wurde um 1450 in Golkonda (Indien) gefunden und befindet sich im Kreml. Nach seiner Entdeckung gelangte der Diamant in den Besitz des Sultans von Ahmadnagar. 1591 eroberte der Großmogul Akbar I. die Stadt Ahmednagar, die er plünderte und den Diamanten mit nach Delhi nahm. 1738 griff Nader Schah Indien an und im Rahmen der Plünderungen von Delhi gelangte der Diamant nach Persien. Als 1829 der russische Botschafter Alexander Gribojedow in Teheran, Persien, ermordet wurde, soll der persische Schah Fath Ali Schah den Diamanten als Geschenk für den Zaren nach Russland gegeben haben. Ebenso kann er auch ein Gastgeschenk des persischen Prinzen Coshrevs gewesen sein, der den Zaren in St. Petersburg besuchte.

## Beschreibung
Inschriften
Die Schahs (historische Gravuren) geben Auskunft über drei Besitzer dieses Juwels.
- »Bourham-Nizam-Schah II. im Jahr 1000« (entspricht 1591)[3]
- »Sohn des  Jehangir Schah – Jehan Schah im Jahr 1051«  (1641)
- »Besitz des Kadjar Fath Ali Schah im Jahre 1242« (1826)

Der sehr reine und klare leicht gelbliche Edelstein ist nahezu in seiner natürlichen Form belassen worden, die die etwas asymmetrische Form eines Oktaeders aufweist. Die Gravuren befinden sich auf drei polierten Flächen. Der Diamant ist mit einer circa 0,5 Millimeter tiefen Furche versehen, da er am Hofe Aurangzebs mit einer Schnur am Baldachin des Thrones befestigt war. Mit welcher Technik die Inschriften eingefügt wurden, ist nicht bekannt. Er befindet sich in der Diamantenfonds-Exposition im Kreml in Moskau.